# Thylacoptila
Thylacoptila är ett släkte av fjärilar. Thylacoptila ingår i familjen mott.
Kladogram enligt Catalogue of Life:
| Thylacoptila | \| \| Thylacoptila auchmodes \| \| \| \| \| \| Thylacoptila canescentella \| \| \| \| \| \| Thylacoptila cavifrontella \| \| \| \| \| \| Thylacoptila gonylasia \| \| \| \| \| \| Thylacoptila maculella \| \| \| \| \| \| Thylacoptila paurosema \| \| \| \| \| \| Thylacoptila thylacandra \| \| \| \| |
|              | \| \| Thylacoptila auchmodes \| \| \| \| \| \| Thylacoptila canescentella \| \| \| \| \| \| Thylacoptila cavifrontella \| \| \| \| \| \| Thylacoptila gonylasia \| \| \| \| \| \| Thylacoptila maculella \| \| \| \| \| \| Thylacoptila paurosema \| \| \| \| \| \| Thylacoptila thylacandra \| \| \| \| |
|              | Thylacoptila auchmodes |
|              | |
|              | Thylacoptila canescentella |
|              | |
|              | Thylacoptila cavifrontella |
|              | |
|              | Thylacoptila gonylasia |
|              | |
|              | Thylacoptila maculella |
|              | |
|              | Thylacoptila paurosema |
|              | |
|              | Thylacoptila thylacandra |
|              | |